# Home on the Range (1935)
Home on the Range é o título de um filme estadunidense de faroeste, lançado em 1 de fevereiro de 1935, dirigido por Arthur Jacobson.

## Sinopse
O centro da história é a trama de três espertalhões (dois homens - Thurman e Beady - e uma mulher - Georgia) que através de informações mentirosas conseguem vender falsas minas de ouro aos aventureiros ingênuos que chegam ao Alasca para tentar a sorte.

## Elenco principal
- Jackie Coogan - Jack Hatfield
- Randolph Scott - Tom Hatfield
- Evelyn Brent - Georgia
- Dean Jagger - Thurman
- Addison Richards - Beady
- Fuzzy Knight - mentiroso
- Ann Sheridan - a cantora Clara Lou Sheridan
- Howard Wilson - Bill Morris
- Philip Morris - Benson